# دانشکده رستوران و هنرهای آشپزی اومئو

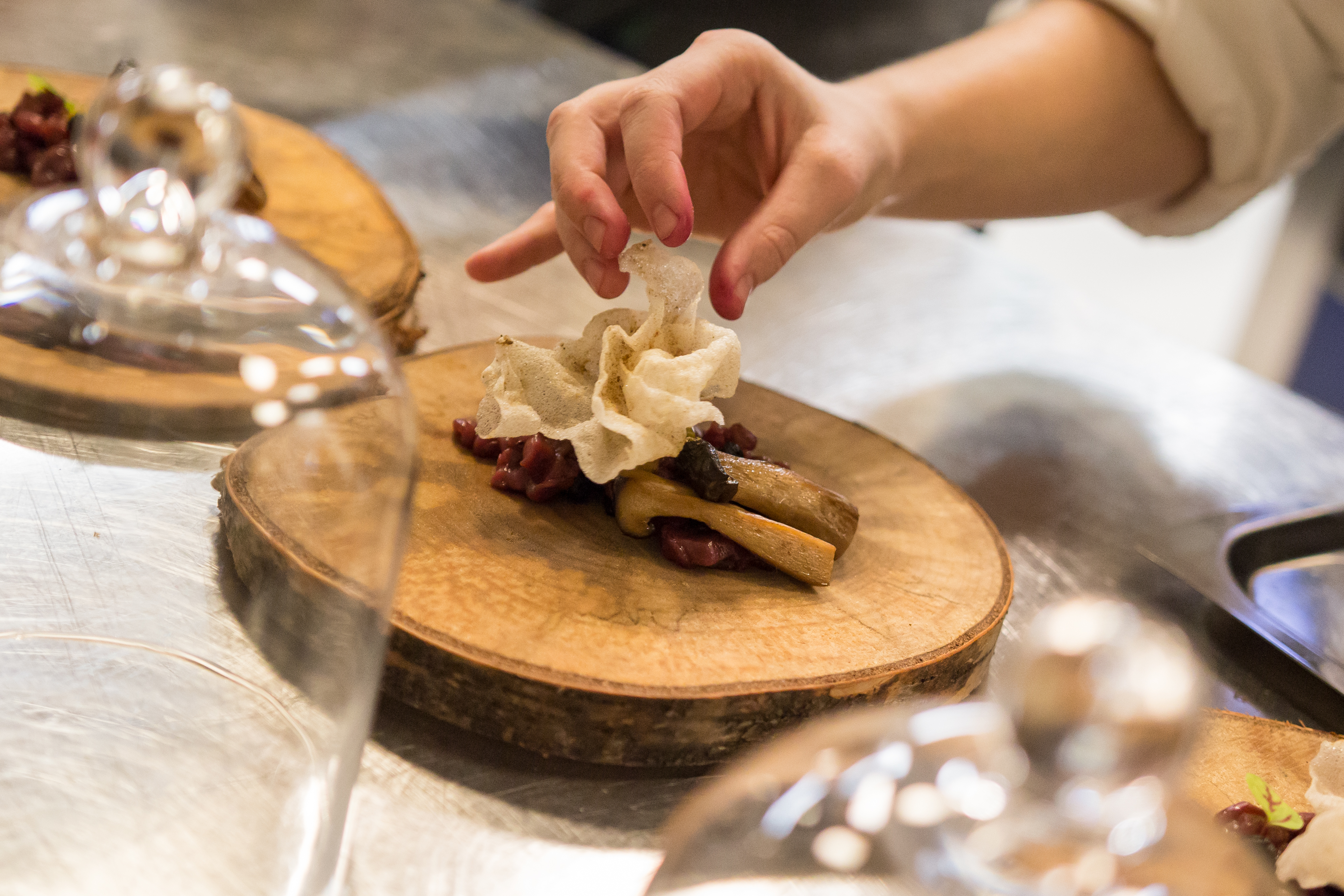
دانشکده رستوران

دانشکده رستوران و هنرهای آشپزی اومئو (به سوئدی: Restauranghögskolan vid Umeå universitet) یک مرکز آموزشی وابسته به دانشگاه اومئو است.
این دانشکده که در سال ۲۰۰۲ تأسیس، دارای ۱۴۰ دانشجو می‌باشد و هنرهای آشپزی و رستوران‌داری را به دانشجویان آموزش میدهد.